# Тришинское кладбище
Тришинское кладбище (бел. Трышынскія могілкі), или кладбище «Тришин» (бел. могілкі «Трышын»), — старейшее и крупнейшее кладбище Бреста. Располагается в геометрическом центре города у пересечения улиц Московской и Пионерской. С 2016 года является объектом Государственного списка историко-культурных ценностей Республики Беларусь.

## История
Кладбище было основано не позднее XV века. Изначально здесь хоронили жителей близлежащих сёл и деревень — Тришин (Брестская область), Крушины, Гузней и Шпановичей. После переноса Брест-Литовска в 1835 году на 2 км восточнее Тришинское кладбище стало ближайшим к городу, и представители различных христианских конфессий стали стихийно хоронить на нём своих покойников. Однако после открытия римско-католического некрополя на северо-восточной окраине города, количество католических захоронений здесь резко сократилось, и кладбище стало православным.
В центральной, наиболее высокой, части Тришинского кладбища до конца XIX века располагалась церковь Святой Троицы. В 1894 году ввиду ветхости храм пришлось снести, а на его территории появились новые могилы. В 1933 году на месте церкви был установлен символический престол — каменный куб с чугунным крестом и надписью:
Здесь находился Св. Престол 
кладбищенской Св. Троицкой церкви 
перенесенной на другое место 
сего кладбища в 1894 г. 
Св. Крест пожертвован прихожанами 24.IV.1933 г.
Новая церковь Святой Троицы была выстроена к северу от кладбища по одним данным в 1894 году, по другим — в 1897. В начале 1960-х в связи с отходом советского народа к атеизму храм был сожжён, а на его месте позднее был установлен пюпитр с надписью:
Здесь находился Св. Престол кладбищенской Св. Троицкой церкви, построенной в 1894 г.
В 1969 году кладбище «Тришин» было закрыто для новых захоронений. Накануне московской Олимпиады 1980 года территория некрополя была обнесена каменной оградой, при этом за его пределами осталась заброшенная, малопосещаемая часть с полуразрушенными надгробиями. Позднее эта территория отошла под гаражи.
В 60-70-х годах на территории кладбища велись археологические раскопки, в результате которых были обнаружены древние могильники племён восточногерманской языковой группы, датируемые I-IV веками нашей эры.
В соответствии с Постановлением Совета Министров Республики Беларусь от 2 августа 2016 года № 607 Тришинское кладбище является объектом Государственного списка историко-культурных ценностей Республики Беларусь.

## Известные люди, похороненные на кладбище
Наиболее старые из сохранившихся надгробий расположены в самой высокой части кладбища в районе первой церкви. Здесь же расположены и наиболее старые захоронения. Самое старое, из поддающихся прочтению надгробий, датируется 1836 годом (возможно, 1830 или 1838).
На Тришинском кладбище захоронен ряд значимых белорусских и украинских личностей:
- Алексей Петрович Стороженко (1805—1874) — украинский писатель и этнограф
- Пётр Оскарович Патон[укр.] (1872—?) — барон, государственный деятель времён украинского освободительного движения
- Александр Михайлович Базилевич[укр.] (1891—1932) — подполковник Армии Украинской Народной Республики
- Николай Засим (1908—1957) — белорусский поэт
- Алексей Борисович Рубцов[бел.] (1923—1963) — белорусский критик, литературовед
- Владимир Васильевич Старчаков[бел.] (1911—1968) — белорусский и украинский художник